# 의사 지바고
의사 지바고(러시아어: Доктор Живаго 독토르 지바고[*], 문화어: 쥐바고 의사) 또는 닥터 지바고는 보리스 파스테르나크의 소설이다. 지바고는 주인공의 이름이다. 제목에 쓰인 '지바고'는 '살아 있는, 생생한' 등의 뜻을 가진 형용사인 '지보이'의 소유격 형태로, 1917년 러시아 혁명 이전의 사회 체제가 아직 '살아 있음'을 의미하는 것으로 풀이된다. 이는 작가 자신이 혁명 후의 체제에 반대하는 뜻을 함축하고 있다. 내용이 문제가 되어 소련에서 출간이 허락되지 않자, 1957년 이탈리아의 출판사에서 저작권을 사들여 출판하여 국제적으로 알려졌다. 이 작품으로 파스테르나크는 1958년 노벨 문학상 수상자로 결정되었으나, 소련 내에서 큰 반발에 직면하자 수상을 거부하였다. 소련에서는 1988년에야 공식적으로 출판이 허용되었다.
이 소설은 1965년 데이비드 린(David Lean)에 의해 영화로 제작되었고, 2005년 러시아에서는 연속극으로도 방영되었다.
의사이자 시인인 지바고가 1905년 혁명 전야의 청년시대부터 1929년 모스크바 가두에서 심장마비로 일생을 마칠 때까지의 생활이 주제가 되고 있다. 모스크바의 교수 딸 토냐와의 결혼, 애인 라라와의 재회 등 개인적 사건이 혁명의 비정한 물결에 밀려 내려가는 정경을 묘사하고 있다. 내용이나 줄거리가 복잡하여 에피소드풍의 묘사가 많아서, 대하소설풍의 통일성이 결여되어 있는 흠도 있으나 내전(內戰) 및 혁명 등 살벌한 시대의 복잡한 인간관계의 갈등을 시인다운 리리컬한 묘사를 통해 표현하고 있다. 멸망해 가는 구세계에의 애착을 나타내고 혁명의 부정적 면도 다루고 있는 점, 그리고 소련 내에서 출판이 거부되어 국외에서 출판된 사정 등이 얽혀 금단의 책이었지만 페레스트로이카 실시 이후 해금되었다.